# Euchiton brassii
Euchiton brassii là một loài thực vật có hoa trong họ Cúc. Loài này được (Mattf.) Anderb. mô tả khoa học đầu tiên năm 1991.